# سلانیس
سلانیس (انگلیسی: Celanese) شرکت صنایع شیمیایی آمریکایی است، که در سال ۱۹۱۸ تأسیس شد.